# Закличин
Закличин (пољ. Zakliczyn) је град у Пољској у Војводству Малопољском у Повјату тарновском. Према попису становништва из 2011. у граду је живело 1.603 становника.

## Демографија
| 2011. | 2012. |
| ----- | ----- |
| 1.603 | 1.646 |